# (9993) Kumamoto
(9993) Kumamoto (1997 VX5) – planetoida z pasa głównego asteroid okrążająca Słońce w ciągu 4,04 lat w średniej odległości 2,54 j.a. Odkryta 6 listopada 1997 roku.